# Amphiroa rigida
Amphiroa rigida é o nome botânico  de uma espécie de algas vermelhas pluricelulares do gênero Amphiroa.
São algas marinhas encontradas na Europa, África, Ásia, Australia, América do Norte, América do Sul, em ilhas do Caribe e dos Oceanos Índico e Pacífico.